# Daniel Boone
Daniel Boone (2. listopadu 1734 podle gregoriánského kalendáře Birdsboro – 26. září 1820 Defiance) byl americký lovec a voják, objevitel cesty přes Appalačské pohoří do Kentucky.
Pocházel z rodiny kvakerů, kteří přišli roku 1713 z Anglie do Pensylvánie. Když bylo Danielovi patnáct let, jeho rodina se usadila na řece Yadkin v řídce zalidněném lesnatém pohraničí Severní Karolíny. Během Francouzsko-indiánské války sloužil Boone jako vozataj v britské armádě, poté si opatřoval obživu především lovem kožešin, díky znalosti krajiny pronikl roku 1769 do oblasti známé jako Kentucky, což v jazyce původních obyvatel znamenalo „louka“ nebo „pláň“. Na území si dělali nárok Francouzi jako na součást Louisiany, ale ve skutečnosti ho obývali pouze domorodí Šavané a Čerokíové. V září 1773 vedl Boone první kolonu osadníků po stezce Wilderness Road do nové země, v roce 1775 založil opevněnou osadu Boonesborough a krátce nato se stal nejmladší z jeho deseti dětí Nathan Boone prvním bělochem narozeným v Kentucky. Noví usedlíci museli často bojovat s indiány; při jedné z potyček upadl Boone do šavanského zajetí, domorodci ho adoptovali a dali mu jméno Sheltowee (Velká želva), pak se mu ale podařilo uprchnout.
Během války za nezávislost se přidal k jednotkám patriotů a zúčastnil se bitvy o Blue Licks. Roku 1781 byl zvolen poslancem virginského sněmu, zastával také úřad šerifa. Začal podnikat, ale nezdar ve spekulacích s pozemky ho uvrhl do dluhů a roku 1799 se odstěhoval dále na západ do Missouri, kde zemřel v bídě a zapomnění.
Boone se však již za svého života stal legendou jako prototyp odvážného a houževnatého amerického průkopníka poté, co v roce 1784 vydal John Filson jeho životopis. James Fenimore Cooper se Boonovou osobností inspiroval ve svém díle Příběhy Kožené punčochy, byl natočen film Daniel Boone (1936, v hlavní roli George O'Brien) a stejnojmenný televizní seriál (1964, v hlavní roli Fess Parker). Je po něm pojmenován okres Boone County, město Boone a ponorka USS Daniel Boone, organizace Boy Scouts of America se původně jmenovala „Synové Daniela Boona“.